# 戈兰·乔罗维奇
戈兰·乔罗维奇（1971年11月11日—），塞尔维亚男子足球运动员，场上位置是后卫。他曾代表南联盟参加1998年国际足联世界杯，结果队伍止步十六强赛。